# Bulbophyllum aemulum
Bulbophyllum aemulum är en orkidéart som beskrevs av Rudolf Schlechter. Bulbophyllum aemulum ingår i släktet Bulbophyllum och familjen orkidéer. Inga underarter finns listade i Catalogue of Life.